# Estrella simbiótica
Se denomina estrella simbiótica a una estrella binaria cuyas componentes, una gigante roja y una estrella pequeña y caliente, como una enana blanca, se hallan rodeadas por una nebulosidad. El espectro de estas estrellas sugiere que existen tres zonas que emiten radiación: las dos estrellas individualmente y la nebulosidad que las rodea. Se piensa que la nebulosidad se origina a partir de la gigante roja, que pierde masa bien a través de un fuerte viento estelar o bien por pulsaciones.
Es una etapa breve en la vida de una estrella binaria, por lo que los objetos de este tipo son muy escasos. Se conocen menos de 200 estrellas simbióticas, entre las que cabe destacar a Z Andromedae, arquetipo de esta clase de estrellas, así como a CH Cygni, R Aquarii, CI Cygni,  AG Draconis, AR Pavonis y HD 330036.